# Szczodrowo (województwo wielkopolskie)
Szczodrowo – wieś w Polsce położona w województwie wielkopolskim, w powiecie kościańskim, w gminie Kościan.

## Historia
Miejscowość pierwotnie związana była z Wielkopolską. Ma metrykę średniowieczną i istnieje co najmniej od początku XIV wieku. Wymieniona pierwszy raz w łacińskim dokumencie z 1393 jako „Szczodrovo”, 1394 „Sczodrowo”, 1397 „Scodrowo”, 1415 „Szczodrowo”, 1424 „Schczodrowo”, 1459 „Sczodrow”, 1492 „Schodrowo”.
Miejscowość była początkowo wsią szlachecką należącą do rodu Szczodrowskich, którzy od nazwy wsi przyjęli odmiejscowe nazwisko, a później także do Chraplewskich, Dokowskich. W 1469 wieku leżała w powiecie kościańskim Korony Królestwa Polskiego. W 1530 należała do parafii Kościan.
Możliwe, że tereny, na których powstała miejscowość, były zasiedlone wcześniej. Istnieją domniemania istnienia w okolicy rzekomego grodziska.
W latach 1393–1434 w archiwalnych, historycznych dokumentach sądowych notowany był Kusz (Jakub, Jakusz) Szczodrowski z Szczodrowa. W 1394 Andrzej ze Szczodrowa prowadził spór sądowy z Mikołajem sołtysem z Sędzin dowodząc, że nie ma konia ukradzionego Mikołajowi wartości 10 grzywien. Proces ten przegrał. W 1420 Maciej Szczodrowski był w sporze z mieszczaninem kościańskim Hamplem dowodząc, że Dobiesława Szczodrowska nie ma już żadnych dóbr w Szczodrowie ponieważ zanim został złożony przez nich pozew została ona spłacona ze swego wiana zapisanego jej na tej wsi.
W 1421 Jan Szczodrowski procesował się z Sędziwojem Lipnickim, dowodząc, że nie napadł na jego gospodę. W 1423 zastaw na części wsi wartości 60 grzywien posiadał mieszczanin kościański Piotr Kerstan i jego dzieci. W latach 1428–1429 siostry Małgorzata i Elżbieta (Helszka) Szczodrowskie były w sporze o podział wsi. W 1428 Małgorzata Szczodrowska wwiązana została w folwark oraz część Szczodrowa, które mieszczanin kościański Golandrisz trzymał w zastawie od Jaśka Szczodrowskiego. W 1428 Małgorzata oraz jej mąż wicechorąży Maciej Brodnicki mieli dać Andrzejowi Karpickiemu 30 grzywien za połowę Szczodrowa oraz za folwark, a w razie niezapłacenia Andrzej mógł dalej trzymać połowę folwarku szczodrowskiego aż do uiszczenia całej należności.
W latach 1427–1428 Andrzej Szczodrowski pozwał Opacza i jego brata doktora Andrzeja z Kokorzyna o to, że usypali na swoją korzyść 20 kopców granicznych pomiędzy Kokorzynem, a Szczodrowem w wyniku czego szkodę o wartości 20 grzywien poniosła dziedzina Szczodrowo. Pozew obejmował także ponownie usypanie 7 kopców granicznychw wyniku czego zagarnięto łąki, lasy i zarośla wartości 50 grzywien. Sąd uznał, że Opacz z bratem uczynili to zgodnie z wyrokiem i zachował ich przy wyznaczonych granicach.
W 1429 następuje rozgraniczenie majętności szczodrowskich dzięki czemu opisano wieś Szczodrowo oraz jej najbliższą okolicę. Wyznaczeni arbitrzy, w tym m.in. Kusz ze Sczodrowa, rozgraniczyli dziedzinę Szczodrowo należącą do Małgorzaty i Elżbiety Szczodrowskich. Helszka otrzymała wielki dwór z polem, górą sadami, ogrodami oraz połowę kmieci, zagrodników, młyna, folwarku, rzeki Obry przylegającej do wsi, lasów oraz łąk. Małgorzacie natomiast przypadła druga połowa tych majętności z dworem, w którym niegdyś było sołectwo, wraz z ogrodami i sadami. Elżbieta miała uwolnić z zastawu łąkę „Drościejewo” i dać Małgorzacie tę połowę, która leżała koło młyna, a Małgorzata w zamian miał dać Helszce połowę łąki zwanej „Jaczyska”. W 1429 Małgorzata wraz z mężem Maciejem Brodnickim miała zapłacić Andrzejowi Karpickiemu oraz sądowi po 3 grzywny kary, bo nie zapłacili 8 skudów zasądzonej kwoty z wyroku sądu.
1478 Mikołaj Szczodrowski zwany też Dokowskim dał Jarosławowi Dokowskiemu całe Szczodrowo, a w zamian otrzymał połowę Dokowa Suchego oraz 200 owiec. W 1480 Mikołaj zapisał żonie Barbarze po 200 grzywien posagu oraz wiana na Szczodrowie. W latach 1490–1492 całą wieś otrzymują bracia Jan i Andrzej Dokowscy. W 1492 Andrzej zapisał żonie Helenie po 130 florenów posagu oraz wiana na połowie Sczodrowa, w tym na połowie folwarku oraz połowie młyna wodnego stojącego na rzece Obrze. W 1502 majątek dziedziczy wdowa po Andrzeju Helena Szczodrowska i wydzierżawia swą oprawę zapisaną na połowie wsi swemu bratu Wincentemu Trzcieńskiemu. W 1515 kwituje ona Marcina Szczodrowskiego ze 130 grzywien swej oprawy zapisanej jej przez zmarłego męża na połowie Szczodrowa, a ten zapisuje jej dożywotnio 6 grzywien czynszu na połowie wsi.
Źródła historyczne notują także zwykłych i wybitnych mieszkańców wsi. W 1424 Bartłomiej wieśniak z Szczodrowa zeznawał w sprawie pomiędzy Janem Tilką klerykiem z Kościana, a Jakuszem Kotowieckim. W 1428 Andrzej kmieć toczy proces z Maciejem Brodnickim. W 1428 witryk kościoła klasztoru dominikanów w Kościanie Marcin Ziegenhols upomniał się u Adama wieśniaka szczodrowskiego o 3 grzywny i 6 groszy jakie zapisano w testamencie przez [pewną] dziewczynę dla dominikanów kościańskich, a które Adam przechowywał. W 1429 odnotowani zostali kmiecie szczodrowscy Mikołaj Lodo, Andrzej Wielgus oraz Michał. Odnotowano także studentów Uniwersytetu Jagiellońskiego w Krakowie pochodzących ze Szczodrowa. W 1455 wspomniany został Stanisław syn Macieja, a w 1459 Jan syn Mikołaja. W 1476–1493 odnotowano pochodzącego ze wsi Jana Szczodrowskiego notariusza konsystorza poznańskiego. W latach 1501–1513 odnotowano pochodzącego ze wsi Jana Szczodrowskiego mieszczanina poznańskiego, tkacza i sukiennika.
W 1505 Jadwiga Szczodrowska panna i dziedziczka w Szczodrowie sprzedała za 300 grzywien połowę wsi odziedziczonej po rodzicach Marcinowi Chraplewskiemu. W 1507 sprzedała mu całość majątku po rodzicach, jaki miała we wsi, za 200 grzywien.
Wieś odnotowano w historycznych rejestrach poborowych. W 1530 miał miejsce pobór podatków od dwóch łanów oraz 3 grosze od karczmy. W 1563 pobór odbył się od 3 łanów, wiatraka dorocznego, młyna dziedzicznego o 3 kołach walnych, karczmy dorocznej oraz od komornicy. W 1581 pobrano podatki od 5 półłanków, 7 zagrodników, połowy łana opuszczonego, 1/8 łana należącego do miejscowej karczmy, 7 owiec, młyna dorocznego o dwóch kołach oraz od wiatraka dorocznego.
W wyniku II rozbioru Rzeczypospolitej w 1793, miejscowość przeszła w posiadanie Prus i jak cała Wielkopolska znalazła się w zaborze pruskim. W okresie Wielkiego Księstwa Poznańskiego (1815–1848) miejscowość wzmiankowana jako Szczodrochowo należała do wsi większych w ówczesnym pruskim powiecie Kosten rejencji poznańskiej. Szczodrochowo należało do okręgu kościańskiego tego powiatu i stanowiło odrębny majątek o tej samej nazwie, który należał wówczas do Ksawerego Żychlińskiego. Według spisu urzędowego z 1837 roku Szczodrochowo liczyło 136 mieszkańców, którzy zamieszkiwali 13 dymów (domostw).
W latach 1975–1998 miejscowość położona była w województwie leszczyńskim.